# Slalom femmes des championnats du monde de ski alpin 2021
Navigation
Édition précédente Édition suivante
Le Slalom femmes des championnats du monde de ski alpin 2021, est disputé le 20 février sur la piste Druscié.
Katharina Liensberger, qui ne compte encore aucune victoire en Coupe du monde, survole la course, et remporte une deuxième médaille d'or à Cortina après avoir partagé celle du parallèle avec Marta Bassino. Son toucher de neige fait merveille sur les deux tracés de ce slalom, dernière épreuve féminine, où elle signe à chaque fois le meilleur temps pour s'imposer avec une seconde d'avance au total sur Petra Vlhova.
La quadruple tenante du titre Mikaela Shiffrin, après une première manche timide (quatrième temps à 1 s 30 de Liensberger), parvient à prendre la médaille de bronze à près de 2 secondes de la skieuse autrichienne. Elle ne réussit pas la passe de cinq dans la discipline, mais c'est pour elle un quatrième podium en quatre courses disputées à Cortina, et une onzième médaille aux Mondiaux pour six titres. La jeune Slovène Andreja Slokar, dossard no 31, dix-septième de la première manche, se classe cinquième à l'issue de la seconde manche. 

## Résultats
Le départ de la première manche est donné à 10 h 00 et celui de la seconde manche à 13 h 30.
| Place              | dossard                         | Nom                     | Nation                 | Manche 1     | Place        | Manche 2      | Place         | Total         | Écart         |
| ------------------ | ------------------------------- | ----------------------- | ---------------------- | ------------ | ------------ | ------------- | ------------- | ------------- | ------------- |
| Médaille d'or      | 1                               | Katharina Liensberger   | Autriche               | 48.48        | 1            | 51.02         | 1             | 1:39.50       |               |
| Médaille d'argent  | 2                               | Petra Vlhová            | Slovaquie              | 48.78        | 2            | 51.72         | 4             | 1:40.50       | +1.00         |
| Médaille de bronze | 4                               | Mikaela Shiffrin        | États-Unis             | 49.78        | 4            | 51.70         | 3             | 1:41.48       | +1.98         |
| 4                  | 7                               | Wendy Holdener          | Suisse                 | 49.72        | 3            | 52.12         | 8             | 1:41.84       | +2.34         |
| 5                  | 31                              | Andreja Slokar          | Slovénie               | 50.81        | 17           | 51.36         | 2             | 1:42.17       | +2.67         |
| 6                  | 5                               | Chiara Mair             | Autriche               | 50.51        | 11           | 51.74         | 5             | 1:42.25       | +2.75         |
| 7                  | 12                              | Kristin Lysdahl         | Norvège                | 50.53        | 12           | 51.91         | 6             | 1:42.44       | +2.94         |
| 8                  | 25                              | Camille Rast            | Suisse                 | 50.15        | 6            | 52.44         | 11            | 1:42.59       | +3.09         |
| 9                  | 20                              | Ana Bucik               | Slovénie               | 49.87        | 5            | 53.02         | 22            | 1:42.89       | +3.39         |
| 10                 | 24                              | Asa Ando                | Japon                  | 50.45        | 8            | 52.47         | 13            | 1:42.92       | +3.42         |
| 11                 | 21                              | Nastasia Noens          | France                 | 50.50        | 9            | 52.55         | 16            | 1:43.05       | +3.55         |
| 11                 | 17                              | Franziska Gritsch       | Autriche               | 50.60        | 14           | 52.45         | 12            | 1:43.05       | +3.55         |
| 13                 | 22                              | Sara Hector             | Suède                  | 50.63        | 15           | 52.47         | 13            | 1:43.10       | +3.60         |
| 14                 | 10                              | Lena Dürr               | Allemagne              | 50.44        | 7            | 52.81         | 18            | 1:43.25       | +3.75         |
| 15                 | 15                              | Emelie Wikström         | Suède                  | 50.51        | 10           | 52.81         | 18            | 1:43.32       | +3.82         |
| 16                 | 41                              | Elsa Fermbäck           | Suède                  | 51.32        | 21           | 52.10         | 7             | 1:43.42       | +3.92         |
| 17                 | 3                               | Laurence St. Germain    | Canada                 | 50.57        | 13           | 52.93         | 21            | 1:43.50       | +4.00         |
| 18                 | 14                              | Irene Curtoni           | Italie                 | 50.96        | 18           | 52.71         | 17            | 1:43.67       | +4.17         |
| 19                 | 26                              | Martina Peterlini       | Italie                 | 51.59        | 25           | 52.23         | 10            | 1:43.82       | +4.32         |
| 20                 | 33                              | Andrea Filser           | Allemagne              | 51.72        | 27           | 52.17         | 9             | 1:43.89       | +4.39         |
| 21                 | 29                              | Leona Popović           | Croatie                | 51.67        | 26           | 52.49         | 15            | 1:44.16       | +4.66         |
| 22                 | 8                               | Thea Louise Stjernesund | Norvège                | 51.43        | 23           | 52.81         | 18            | 1:44.24       | +4.74         |
| 23                 | 51                              | Ekaterina Tkachenko     | Russian Ski Federation | 51.46        | 24           | 53.35         | 25            | 1:44.81       | +5.31         |
| 24                 | 47                              | Dženifera Ģērmane       | Lettonie               | 51.98        | 29           | 53.20         | 23            | 1:45.18       | +5.68         |
| 24                 | 32                              | Ali Nullmeyer           | Canada                 | 51.90        | 28           | 53.28         | 24            | 1:45.18       | +5.68         |
| 26                 | 50                              | Anita Gulli             | Italie                 | 52.36        | 31           | 54.53         | 26            | 1:46.89       | +7.39         |
| 27                 | 30                              | Amelia Smart            | Canada                 | 52.49        | 32           | 55.48         | 28            | 1:47.97       | +8.47         |
| 28                 | 46                              | Maria Shkanova          | Biélorussie            | 53.62        | 38           | 55.88         | 29            | 1:49.50       | +10.00        |
| 29                 | 52                              | Kim Vanreusel           | Belgique               | 53.25        | 36           | 56.52         | 30            | 1:49.77       | +10.27        |
| 30                 | 49                              | Anastasia Gornostaeva   | Russian Ski Federation | 55.12        | 41           | 54.91         | 27            | 1:50.03       | +10.53        |
| 31                 | 56                              | Zazie Huml              | Tchéquie               | 54.55        | 40           | 56.75         | 31            | 1:51.30       | +11.80        |
| 32                 | 60                              | Petra Hromcová          | Slovaquie              | 56.14        | 43           | 58.24         | 32            | 1:54.38       | +14.88        |
| 33                 | 64                              | Nino Tsiklauri          | Géorgie                | 55.85        | 42           | 59.59         | 33            | 1:55.44       | +15.94        |
| 34                 | 86                              | Maria Constantin        | Roumanie               | 59.70        | 50           | 1:02.07       | 34            | 2:01.77       | +22.27        |
| 35                 | 78                              | Anastasiya Shepilenko   | Ukraine                | 59.44        | 49           | 1:02.74       | 35            | 2:02.18       | +22.68        |
| 36                 | 96                              | Ornella Oettl Reyes     | Pérou                  | 1:01.31      | 53           | 1:03.49       | 37            | 2:04.80       | +25.30        |
| 36                 | 89                              | Kateryna Pyrozhko       | Ukraine                | 1:02.06      | 55           | 1:02.74       | 35            | 2:04.80       | +25.30        |
| 38                 | 83                              | Maria Kaltsogianni      | Grèce                  | 1:00.62      | 51           | 1:06.02       | 40            | 2:06.64       | +27.14        |
| 39                 | 93                              | Tetiana Knopova         | Ukraine                | 1:01.60      | 54           | 1:05.84       | 39            | 2:07.44       | +27.94        |
| 40                 | 88                              | Fani Marmarelli         | Grèce                  | 1:03.26      | 56           | 1:05.49       | 38            | 2:08.75       | +29.25        |
| 41                 | 70                              | Katalin Dorultán        | Hongrie                | 1:05.42      | 57           | 1:08.63       | 41            | 2:13.92       | +34.42        |
| 42                 | 91                              | Marjan Kalhor           | Iran                   | 1:08.12      | 60           | 1:12.18       | 42            | 2:20.30       | +40.80        |
| 43                 | 90                              | Forough Abbasi          | Iran                   | 1:07.26      | 59           | 1:16.15       | 43            | 2:23.41       | +43.91        |
| 44                 | 99                              | Naya Kurdi              | Liban                  | 1:10.66      | 61           | Non qualifiée | Non qualifiée | Non qualifiée | Non qualifiée |
| 45                 | 101                             | Christina Tzimpa        | Grèce                  | 1:11.74      | 62           | Non qualifiée | Non qualifiée | Non qualifiée | Non qualifiée |
| 46                 | 103                             | Maria Abou Jaoude       | Liban                  | 1:13.77      | 63           | Non qualifiée | Non qualifiée | Non qualifiée | Non qualifiée |
| 47                 | 107                             | Aanchal Thakur          | Inde                   | 1:23.40      | 64           | Non qualifiée | Non qualifiée | Non qualifiée | Non qualifiée |
| 48                 | 105                             | Chiara Di Camillo       | Albanie                | 1:26.13      | 65           | Non qualifiée | Non qualifiée | Non qualifiée | Non qualifiée |
|                    | 9                               | Mina Fürst Holtmann     | Norvège                | 51.07        | 19           | Abandon       | Abandon       | Abandon       | Abandon       |
| 11                 | Erin Mielzynski                 | Canada                  | 51.17                  | 20           |              | Abandon       | Abandon       | Abandon       | Abandon       |
| 19                 | Mélanie Meillard                | Suisse                  | 50.65                  | 16           |              | Abandon       | Abandon       | Abandon       | Abandon       |
| 28                 | Nina O'Brien                    | États-Unis              | 51.35                  | 22           |              | Abandon       | Abandon       | Abandon       | Abandon       |
| 36                 | Mireia Gutiérrez                | Andorre                 | 53.26                  | 37           |              | Abandon       | Abandon       | Abandon       | Abandon       |
| 40                 | Piera Hudson                    | Nouvelle-Zélande        | 53.11                  | 34           |              | Abandon       | Abandon       | Abandon       | Abandon       |
| 45                 | A J Hurt                        | États-Unis              | 52.18                  | 30           |              | Abandon       | Abandon       | Abandon       | Abandon       |
| 48                 | Emma Aicher                     | Allemagne               | 52.68                  | 33           |              | Abandon       | Abandon       | Abandon       | Abandon       |
| 57                 | Francesca Baruzzi               | Argentine               | 53.82                  | 39           |              | Abandon       | Abandon       | Abandon       | Abandon       |
| 65                 | Vanina Guerillot                | Portugal                | 57.63                  | 45           |              | Abandon       | Abandon       | Abandon       | Abandon       |
| 66                 | Nuunu Chemnitz Berthelsen       | Danemark                | 58.89                  | 48           |              | Abandon       | Abandon       | Abandon       | Abandon       |
| 67                 | Eva Vukadinova                  | Bulgarie                | 57.35                  | 44           |              | Abandon       | Abandon       | Abandon       | Abandon       |
| 76                 | Tess Arbez                      | Irlande                 | 58.41                  | 47           |              | Abandon       | Abandon       | Abandon       | Abandon       |
| 79                 | Liene Bondare                   | Lettonie                | 58.21                  | 46           |              | Abandon       | Abandon       | Abandon       | Abandon       |
| 85                 | Nikolina Dragoljević            | Bosnie-Herzégovine      | 1:00.90                | 52           |              | Abandon       | Abandon       | Abandon       | Abandon       |
| 97                 | Carlie Iskandar                 | Liban                   | 1:06.56                | 58           |              | Abandon       | Abandon       | Abandon       | Abandon       |
| 44                 | Neja Dvornik                    | Slovénie                | 53.11                  | 34           | Non partante | Non partante  | Non partante  | Non partante  |               |
| 6                  | Michelle Gisin                  | Suisse                  | Abandon                | Abandon      | Abandon      | Abandon       | Abandon       | Abandon       |               |
| 13                 | Katharina Huber                 | Autriche                | Abandon                | Abandon      | Abandon      | Abandon       | Abandon       | Abandon       |               |
| 16                 | Federica Brignone               | Italie                  | Abandon                | Abandon      | Abandon      | Abandon       | Abandon       | Abandon       |               |
| 18                 | Paula Moltzan                   | États-Unis              | Abandon                | Abandon      | Abandon      | Abandon       | Abandon       | Abandon       |               |
| 23                 | Kristina Riis-Johannessen       | Norvège                 | Abandon                | Abandon      | Abandon      | Abandon       | Abandon       | Abandon       |               |
| 27                 | Meta Hrovat                     | Slovénie                | Abandon                | Abandon      | Abandon      | Abandon       | Abandon       | Abandon       |               |
| 34                 | Charlie Guest                   | Grande-Bretagne         | Abandon                | Abandon      | Abandon      | Abandon       | Abandon       | Abandon       |               |
| 35                 | Gabriela Capová                 | Tchéquie                | Abandon                | Abandon      | Abandon      | Abandon       | Abandon       | Abandon       |               |
| 37                 | Alex Tilley                     | Grande-Bretagne         | Abandon                | Abandon      | Abandon      | Abandon       | Abandon       | Abandon       |               |
| 38                 | Riikka Honkanen                 | Finlande                | Abandon                | Abandon      | Abandon      | Abandon       | Abandon       | Abandon       |               |
| 39                 | Andrea Komšić                   | Croatie                 | Abandon                | Abandon      | Abandon      | Abandon       | Abandon       | Abandon       |               |
| 42                 | Katie Hensien                   | États-Unis              | Abandon                | Abandon      | Abandon      | Abandon       | Abandon       | Abandon       |               |
| 43                 | Doriane Escané                  | France                  | Abandon                | Abandon      | Abandon      | Abandon       | Abandon       | Abandon       |               |
| 53                 | Charlotte Lingg                 | Liechtenstein           | Abandon                | Abandon      | Abandon      | Abandon       | Abandon       | Abandon       |               |
| 54                 | Elese Sommerová                 | Tchéquie                | Abandon                | Abandon      | Abandon      | Abandon       | Abandon       | Abandon       |               |
| 55                 | Carla Mijares                   | Andorre                 | Abandon                | Abandon      | Abandon      | Abandon       | Abandon       | Abandon       |               |
| 58                 | Zita Tóth                       | Hongrie                 | Abandon                | Abandon      | Abandon      | Abandon       | Abandon       | Abandon       |               |
| 59                 | Axelle Mollin                   | Belgique                | Abandon                | Abandon      | Abandon      | Abandon       | Abandon       | Abandon       |               |
| 61                 | Erika Pykäläinen                | Finlande                | Abandon                | Abandon      | Abandon      | Abandon       | Abandon       | Abandon       |               |
| 62                 | Noa Szőllős                     | Israël                  | Abandon                | Abandon      | Abandon      | Abandon       | Abandon       | Abandon       |               |
| 63                 | Sara Roggeman                   | Belgique                | Abandon                | Abandon      | Abandon      | Abandon       | Abandon       | Abandon       |               |
| 68                 | Katla Björg Dagbjartsdóttir     | Islande                 | Abandon                | Abandon      | Abandon      | Abandon       | Abandon       | Abandon       |               |
| 69                 | Szonja Hozmann                  | Hongrie                 | Abandon                | Abandon      | Abandon      | Abandon       | Abandon       | Abandon       |               |
| 71                 | Hólmfríður Dóra Friðgeirsdóttir | Islande                 | Abandon                | Abandon      | Abandon      | Abandon       | Abandon       | Abandon       |               |
| 72                 | Esma Alić                       | Bosnie-Herzégovine      | Abandon                | Abandon      | Abandon      | Abandon       | Abandon       | Abandon       |               |
| 73                 | Maria Tsiovolou                 | Grèce                   | Abandon                | Abandon      | Abandon      | Abandon       | Abandon       | Abandon       |               |
| 74                 | Sigríður Dröfn Auðunsdóttir     | Islande                 | Abandon                | Abandon      | Abandon      | Abandon       | Abandon       | Abandon       |               |
| 75                 | Hanna Majtényi                  | Hongrie                 | Abandon                | Abandon      | Abandon      | Abandon       | Abandon       | Abandon       |               |
| 77                 | Hjördís Birna Ingvadóttir       | Islande                 | Abandon                | Abandon      | Abandon      | Abandon       | Abandon       | Abandon       |               |
| 80                 | Maja Tadić                      | Bosnie-Herzégovine      | Abandon                | Abandon      | Abandon      | Abandon       | Abandon       | Abandon       |               |
| 81                 | Atefeh Ahmadi                   | Iran                    | Abandon                | Abandon      | Abandon      | Abandon       | Abandon       | Abandon       |               |
| 82                 | Laura Bišere                    | Lettonie                | Abandon                | Abandon      | Abandon      | Abandon       | Abandon       | Abandon       |               |
| 84                 | Jelena Vujičić                  | Monténégro              | Abandon                | Abandon      | Abandon      | Abandon       | Abandon       | Abandon       |               |
| 94                 | Kateryna Shepilenko             | Ukraine                 | Abandon                | Abandon      | Abandon      | Abandon       | Abandon       | Abandon       |               |
| 95                 | Ieva Januškevičiūtė             | Lituanie                | Abandon                | Abandon      | Abandon      | Abandon       | Abandon       | Abandon       |               |
| 98                 | Gabija Šinkūnaitė               | Lituanie                | Abandon                | Abandon      | Abandon      | Abandon       | Abandon       | Abandon       |               |
| 100                | Georgia Epiphaniou              | Chypre                  | Abandon                | Abandon      | Abandon      | Abandon       | Abandon       | Abandon       |               |
| 102                | Thaleia Armeni                  | Chypre                  | Abandon                | Abandon      | Abandon      | Abandon       | Abandon       | Abandon       |               |
| 104                | Tamara Popović                  | Monténégro              | Abandon                | Abandon      | Abandon      | Abandon       | Abandon       | Abandon       |               |
| 106                | Karolina Photiades              | Chypre                  | Abandon                | Abandon      | Abandon      | Abandon       | Abandon       | Abandon       |               |
| 87                 | Manon Ouaiss                    | Liban                   | Disqualifiée           | Disqualifiée | Disqualifiée | Disqualifiée  | Disqualifiée  | Disqualifiée  |               |
| 92                 | Sadaf Saveh Shemshaki           | Iran                    | Non partante           | Non partante | Non partante | Non partante  | Non partante  | Non partante  |               |